# Vorarlberg Lines-Bodenseeschifffahrt

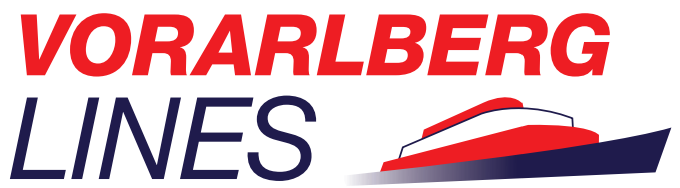
Logo der Vorarlberg Lines-Bodenseeschifffahrt

Die Vorarlberg Lines-Bodenseeschifffahrt (VLB)
ist ein österreichisches Schifffahrtsunternehmen am Bodensee mit Heimathafen Bregenz. Sie führt mit ihrer Flotte Kursverkehr sowie Event- und Charterfahrten auf dem Obersee durch. Sie entstand 2006, als die Österreichischen Bundesbahnen (ÖBB) ihren Schiffsbetrieb auf dem Bodensee auslagerten.
Die VLB ist eines der vier Mitglieder des Interessenverbands Vereinigte Schifffahrtsunternehmen für den Bodensee und Rhein, der u. a. die Fahrpläne und Tarife der Bodensee-Schifffahrt koordiniert.

## Liniennetz
- Kursschifffahrt Bregenz–Lindau–Meersburg–Insel Mainau–Konstanz[1]
- Express-Kursverbindung Bregenz nach Lindau, von dort ohne Halt nach Meersburg und zur Insel Mainau, weiter nach Uhldingen, Dingelsdorf und Überlingen[2]
- Rundfahrten ab Bregenz

## Flotte
Die MS Austria und Vorarlberg bestreiten die Kursschifffahrt, die Montafon wird hauptsächlich für Rundfahrten eingesetzt. Die kleineren Schiffe Stadt Bregenz und Alpenstadt Bludenz verkehren vorwiegend im Charterverkehr. Die Sonnenkönigin, das größte Bodensee-Schiff, deckt den Premium-Bereich ab.
| Schiff             | Bild                                                 | Indienststellung | Passagierzahl | Länge über alles | Bemerkung                                              |
| ------------------ | ---------------------------------------------------- | ---------------- | ------------- | ---------------- | ------------------------------------------------------ |
| Alpenstadt Bludenz | Die Alpenstadt Bludenz im Heimathafen Bregenz (2019) | 2004             | 250           | 32,5 m           |                                                        |
| Austria            | Die Austria beim Einlaufen in Konstanz (2022)        | 1939             | 1200          | 59,9 m           | Seit 1999 größtes Bodensee-Schiff (Zahl der Fahrgäste) |
| Montafon           | Die Montafon im Hafen Konstanz (2012)                | 1957             | 160           | 27,72 m          | 2012–2017 von den Bodensee-Schiffsbetrieben gechartert |
| Oesterreich        | Die Oesterreich im Wasserburg (2019)                 | 1928             | 600           | 54,4 m           | 2015 an Museumsschiff Oesterreich GmbH abgegeben       |
| Sonnenkönigin      | Die Sonnenkönigin in Rorschach (2011)                | 2008             | 1000          | 69,16 m          |                                                        |
| Stadt Bregenz      | Die Stadt Bregenz 2019 bei Lindau.                   | 1990             | 300           | 41,99 m          |                                                        |
| Vorarlberg         | MS Vorarlberg bei der Insel Mainau (2015).           | 1965             | 1000          | 61,95 m          |                                                        |

## Geschichte

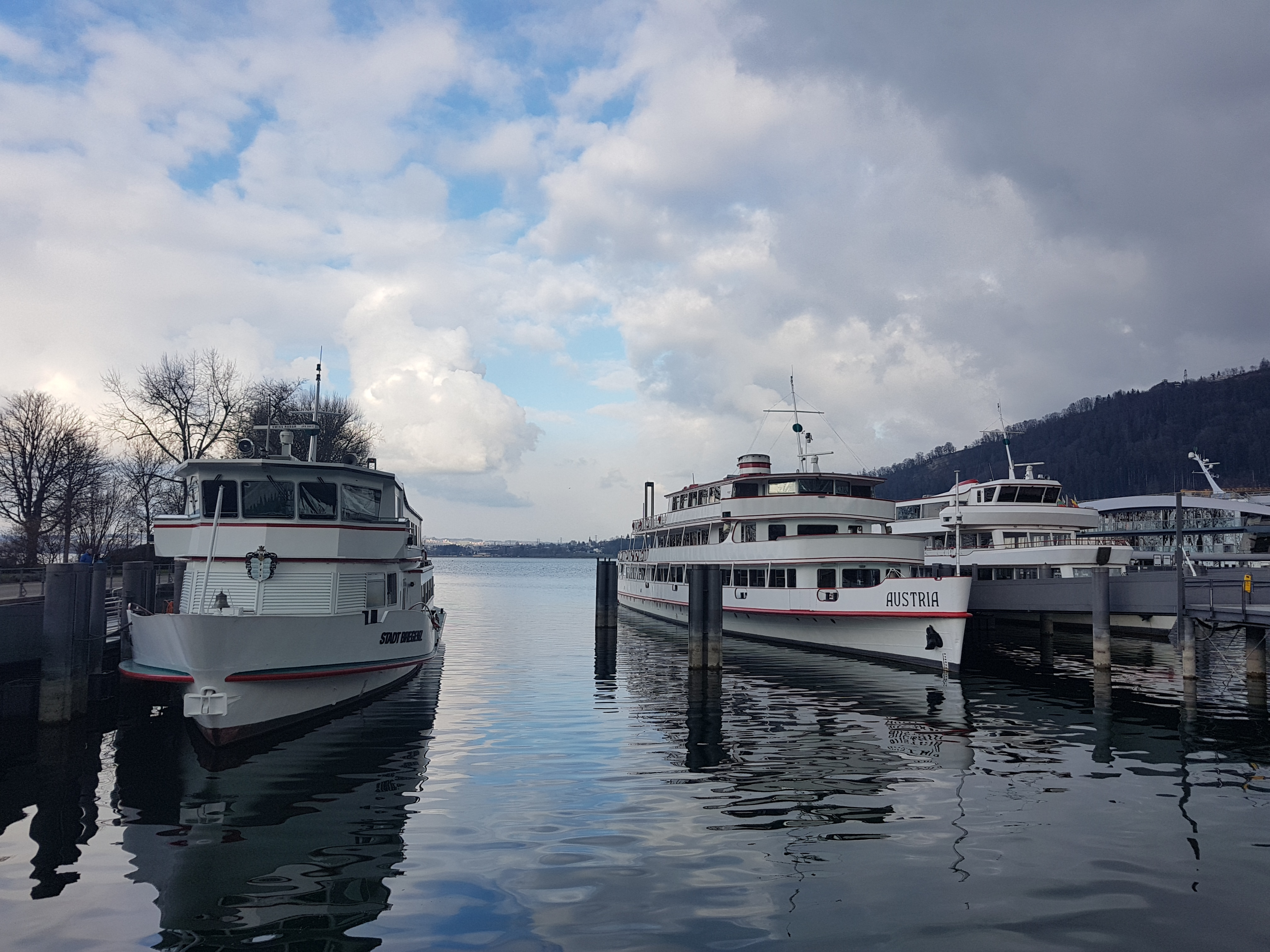
Heimathafen Bregenz mit den Schiffen Bregenz, Austria, Vorarlberg und Sonnenkönigin

Ende 2005 kauften die Vorarlberger Illwerke (74,9 %) und der  Vorarlberger Bau- und Tourismusunternehmer Walter Klaus (25,1 %) für 6,92 Millionen Euro die Bodenseeschifffahrt der ÖBB. Ein Jahr später erwarb Klaus eine Minderheitsbeteiligung der Schweizerischen Bodensee-Schifffahrt. 2008 stellte Walter Klaus mit dem MS Sonnenkönigin eines der größten Fahrgastschiffe auf mitteleuropäischen Binnengewässern in Dienst. Der kommerzielle Erfolg des Schiffs blieb weit hinter den Erwartungen zurück und ein gewinnbringender Betrieb blieb aus.
2009 übernahm Werner Netzer die Walter-Klaus-Gruppe. 2015 verkauften die Illwerke ihren Anteil an Netzer, der damit zum alleinigen Eigentümer der Vorarlberg Lines wurde. Die beim Kauf 2005 vereinbarten Sonderrechte hinsichtlich der Namensgebung der Schiffe oder ein Vorkaufsrecht blieben den Illwerken erhalten. 2023 erwarb der Geschäftsführer Alexandro Rupp alle Anteile am Unternehmen und wurde zum Allein-Eigentümer der Vorarlberg Lines, die rund 30 Mitarbeitende beschäftigen und durchschnittlich 550.000 Fahrgäste pro Jahr befördern.